# Udo Döhler
Udo Döhler (Joinville, 28 de outubro de 1942) é um advogado, empresário e político brasileiro filiado ao Movimento Democrático Brasileiro (MDB). Döhler foi prefeito de Joinville por dois mandatos, entre 2013 e 2020. Ele é presidente da indústria têxtil Döhler S/A e diretor do Conselho Deliberativo do Hospital Dona Helena; e foi presidente da Associação Empresarial de Joinville (ACIJ) por cinco mandatos. Ele foi Cônsul Honorário da Alemanha até 2012.

## Biografia
É presidente e diretor do Conselho de Administração da Döhler, empresa fundada por seu bisavô, o imigrante alemão Carl Gottlieb Döhler no século XIX, de notada relevância nos setores de cama, mesa, banho e decoração, com iniciativas sociais e ecológicas. Além de conduzir desde 1971 a trajetória da companhia, o empresário dedica parte de seu tempo, há mais de duas décadas, para administrar o Hospital Dona Helena, de Joinville. Chegou ao hospital por intermédio da Associação Beneficente Evangélica, entidade mantenedora da instituição. Durante este período ajudou a implementar as mudanças que levaram, em 1998, na conquista da certificação pela ISO 9002. O Dona Helena foi o primeiro hospital brasileiro a conquistar o diploma da qualidade na totalidade dos serviços que oferece.
Era também Cônsul Honorário da Alemanha na cidade e presidiu cinco vezes a Associação Comercial e Industrial de Joinville (Acij). Esteve durante vários anos à frente do Corpo de Bombeiros Voluntários, do qual ainda hoje faz parte do Conselho Deliberativo. Foi também integrante do Conselho de Política Industrial da Federação das Indústrias do Estado de Santa Catarina (FIESC), conselheiro master da Confederação Nacional da Indústria (CNI) e diretor da Associação Brasileira da Indústria Têxtil. Presidiu o Instituto Joinville 150 Anos, na coordenação das comemorações do sesquicentenário da cidade, em 2001, e foi também conselheiro do Desenville, Conselho de Desenvolvimento de Joinville.
Foi eleito prefeito de Joinville em 2012 pelo PMDB, com 54,65% dos votos válidos,  e reeleito em 2016.
Em 23 de julho de 2022, foi escolhido em eleição da Convenção Estadual do MDB de Santa Catarina, após receber 276 votos dos delegados, como candidato a Vice-Governador na chapa a ser composta com o incumbente, Carlos Moisés da Silva, do Republicanos.

## Prêmios
Por sua gestão à frente da Döhler S.A e por sua atuação comunitária, o empresário recebeu diversos prêmios, entre eles, os de Líder Empresarial Regional - Gazeta Mercantil (1988), Líder Empresarial Setor Têxtil - Gazeta Mercantil (1989), Líder Setorial Têxtil - Gazeta Mercantil (1993), Empresário Destaque – Acij (1996), Medalha do Mérito Dona Francisca (2001) e Medalha do Mérito Empresarial – CNI (2003), Personalidade Ambiental 1999 